# Ромеро, Себастьян (футболист, 1978)
Себастьян Ариэль Ромеро (исп. Sebastián Ariel Romero; род. 27 апреля 1978) — аргентинский футболист, вингер, также футбольный тренер.  
Провёл один матч за сборную Аргентины. Тренерскую карьеру начал в 2021 году.

## Клубная карьера
В 1996 году подписал первый профессиональный контракт. Первым клубом Ромеро стала «Химнасия Ла-Плата». В 1999 году перешёл в испанский «Реал Бетис» за 4,4 млн евро. В 2001 году стал игроком «Тулузы». 
После непродолжительного пребывания в составе «Кордовы» Ромеро вернулся в Аргентину, чтобы перейти в «Расинг» из города Авельянеда за 1,5 млн евро. Несмотря на атакующий план игры забивал голы редко (14 мячей за 116 официальных игр). 30 апреля 2005 года оформил дубль в ворота «Ньюэллс Олд Бойз», матч закончился со счётом 3:3.   
В 2006 году подписал контракт с «Панатинаикосом», с которым успел сыграть в нескольких матчах Кубка УЕФА. 19 октября 2006 года забил гол в матче группового этапа Кубка УЕФА против «Хапоэль Тель-Авив». Этот гол стал последним для Ромеро в еврокубках.    
1 июля 2008 года бесплатно перешёл в свой родной клуб, «Химнасия Ла-Плата». В 2010 году стал игроком «Банфилда», а на следующий год перешёл в «Кильмес», за который в конечном счёте сыграл более 130 матчей. После недолгосрочного пребывания в «Химнасии» вернулся в «Кильмес», где завершил карьеру.    

## Карьера в сборной
На следующий год после начала профессиональной карьеры, в 1997 году Себастьян Ромеро поучаствовал на победном для молодёжной сборной Аргентины чемпионате мира в Малайзии.
Единственным матчем игрока за основную сборную стала товарищеская встреча со сборной Мексики в 2005 году. Ромеро заменил Роландо Сарате на 75 минуте.